# 蒼井そら出産当日アジア同時生中継〜Welcome to the world, Sola's baby〜
『蒼井そら出産当日アジア同時生中継〜Welcome to the world, Sola's baby〜』（あおいそらしゅっさんとうじつあじあどうじなまちゅうけい）は、2019年4月30日よりAbemaTVで配信されるドキュメンタリー番組。中国語タイトルは『苍井空生产当日直播～欢迎苍井空的宝宝来到这个世界！～』。日本語本編は4月30日(火) 22:00から5月1日(水) 17:00までAbemaDELUXEチャンネルで生配信。北京語版は同時刻、AbemaSPECIAL0チャンネルで生配信。韓国語版はKakaoStoryでダイジェスト配信する。
また事前番組『蒼井そら出産当日アジア同時生中継 直前SP』を2019年4月22日(月) 10:00から10:15に配信。この日よりAbemaTVでミニ番組も開始。これらについてもこの頁で記述する。キャッチコピーは「生まれてくるわが子を思う、母と子の真実のドキュメンタリー」。

## 概要
アジア各国で人気を誇る蒼井そらの出産までの3か月、出産日の様子を、恵比寿マスカッツの生みの親であるマッコイ斉藤が密着するドキュメンタリー番組。帝王切開での出産が決まり、緊急事態にならない限り出産日が選べること、AbemaTVの海外視聴が可能になったことなどから「アジア同時生中継」の冠がつき、19時間番組として生配信されることが決定した。
ドキュメンタリー部分を一部抜き出す形で事前番組『蒼井そら出産当日アジア同時生中継 直前SP』を配信。妊娠がわかった直後からカメラを回していたことが明かされ、蒼井そら夫妻の日常生活なども描かれた。
番組名には「出産」「生中継」の単語が入っているが、分娩室からの中継は一切行わず、病室に関しても本人、家族の持つカメラ映像が使われるのみとなっている。19時間配信ではあるが、番組の半分近くは約3時間のドキュメント作品とその再配信に割かれ、合間をスタジオからのライブトークで構成した。特に深夜帯はスタジオトーク部分を含めて反復配信されていた。
蒼井は番組配信中の5月1日13時35分に無事双子を出産した。17時の番組終了後は21時まで最速ダイジェストとして再編集したものが配信された。
5月19日、18:00より出産後初の生出演番組となる『蒼井そら出産後初のファン感謝生放送〜「ありがとう」を伝えたい…自宅生中継〜』を制作、配信。おぎやはぎ・矢作兼が進行を務める。

## 出演

### スタジオ
病院から数分の場所の一軒家を借り、スタジオとしていた。緊急事態に備えるため、また家族、友人らの往復軽減のためとされている。
- 宮崎宣子[13] ‐ 司会進行。
- DJ NON ‐ 蒼井そらの夫。
- AZU ‐ 蒼井とNONを結びつけた歌手。4月30日のみ出演。
- 大久保佳代子 ‐ ドキュメンタリー部分ナレーションも担当。
- 川村りか[14] ‐ 5月1日のみ出演。
- みひろ ‐ スタジオには5月1日のみ出演。
- 麻美ゆま ‐ スタジオには5月1日のみ出演。

### ドキュメンタリー部分
- 蒼井そら[15] ‐ スタジオ部分にもテレビ電話出演。
- おぎやはぎ
- 麻美ゆま[16]
- みひろ[16]
- Ter Chantavit Dhanasevi[17]
- 光浦靖子[18]
- 黒澤かずこ

### 予告ミニ番組
- 恵比寿マスカッツ

## 音楽

### 主題歌
- 「森のワルツ」Ray Yamada（『COSMOPOLITAN』収録）

## スタッフ
- 総合演出：マッコイ斎藤
- 製作：SHO-GUN
- 製作著作：AbemaTV

## 関連番組
- 恵比寿マスカッツ 真夜中のワイドショー‐蒼井の元レギュラー番組。第67回配信分では本番組未公開映像が流された。